# J Storm
J Storm, Inc. (株式会社ジェイ・ストーム?, Kabushikigaisha Jei Sutom) è un'etichetta discografica giapponese di proprietà di Johnny & Associates. È stata fondata il 12 novembre 2001, inizialmente come etichetta per il gruppo  Arashi, dal quale prende il nome ("Arashi" in giapponese si traduce "tempesta", appunto "Storm" in inglese). L'etichetta inoltre produce le pubblicazione di altri gruppi come Hey! Say! JUMP, Tokyo e KAT-TUN.
Le pubblicazione dell'etichetta sono distribuite dalla Avex Asia ad Hong Kong e Taiwan, dalla Sony Music in Giappone, dalla SM Entertainment in Corea del Sud, dalla GMM Grammy in Thailandia e dalla Universal Records nelle Filippine.. La J Storm si occupa anche della produzione dei film interpretati dai propri talenti. Fra questi si possono citare Pika☆nchi Life is Hard Dakedo Happy (2002), Cosmic Rescue (2003), Pika☆☆nchi Life is Hard Dakara Happy (2004), Fantastipo (2005), Kiiroi Namida 「黄色い涙」 (2007) Kurosagi (2008) e Kakushi toride no san akunin (2008).